# Olivia, Minnesota
Olivia är en stad i Renville County i delstaten Minnesota. Enligt 2010 års folkräkning hade Olivia 2 484 invånare. Staden är administrativ huvudort i Renville County.

## Kända personer från Olivia
- Blix Donnelly, basebollspelare
- Kathleen Winsor, författare